# Rue du Progrès (Bruxelles)
Pour les articles homonymes, voir Rue du Progrès.
La rue du Progrès (en néerlandais : Vooruitgangstraat) est une rue bruxelloise qui commence sur la commune de Saint-Josse-ten-Noode à la place Rogier et qui se termine sur la commune de Schaerbeek à la rue des Palais (côté rue Masui), en passant entre autres par la place du Nord, le boulevard Simon Bolivar, l'avenue Philippe Thomas et l'avenue de la Reine.

## Histoire et description
Son nom rappelle la formidable expansion qu'a connue Schaerbeek à la suite de la construction de la gare du Nord place Rogier vers 1850.
Un tronçon du sentier de grande randonnée GR 12 (Amsterdam-Bruxelles-Paris) passe par la rue du Progrès. Ce parcours mène de l'Atomium à la Grand-Place.
La numérotation des habitations va de 1 à 455 pour le côté impair et de 42 à 270 pour le côté pair.

## Adresses notables
À Saint-Josse-ten-Noode :
- no 55 : Immeuble Boréal, un immeuble de bureaux de style postmoderne édifié en 2001 par l'architecte Michel Jaspers
- l'Hôtel Siru, un hôtel de voyageurs de style moderniste et « Art déco » édifié par l'architecte Marcel Chabot à l'angle de la rue des Croisades et de la rue du Progrès
- la Tour Rogier, édifiée en 2006 par les architectes Philippe Samyn et Michel Jaspers à l'angle de la place Rogier et de la rue du Progrès
- no 56 : City Atrium, le bâtiment principal du Service public fédéral Mobilité et Transports[1].

À Schaerbeek :
- no 76 : le sculpteur Paul De Vigne (1843-1901) y a habité (maison détruite)
- no 80 : Centre de Communication Nord et Gare de Bruxelles-Nord
- no 121 : Alexis Bricou (1825 ou 1824-1877), négociant[2] en éponges et peaux de chamois, père de l'écrivain Jeanne Bricou amie de la mère de Marguerite Yourcenar et qui eut une grande influence sur elle, y ont habité.
- no 159 : le sculpteur Paul De Vigne y a habité (maison détruite)
- no 187 : Résidence Nord, une tour d'habitation de style fonctionnaliste édifiée en 1976
- no 224 : le sculpteur Léon Mignon (1847-1898) y a habité
- no 244 : Anciennement, ateliers et bureaux du constructeur automobile Vivinus
- no 403 : l'écrivain Georges Eekhoud (1854-1927) y a habité
- no 411 : le peintre paysagiste Eugène Plasky (1851-1905) y a habité

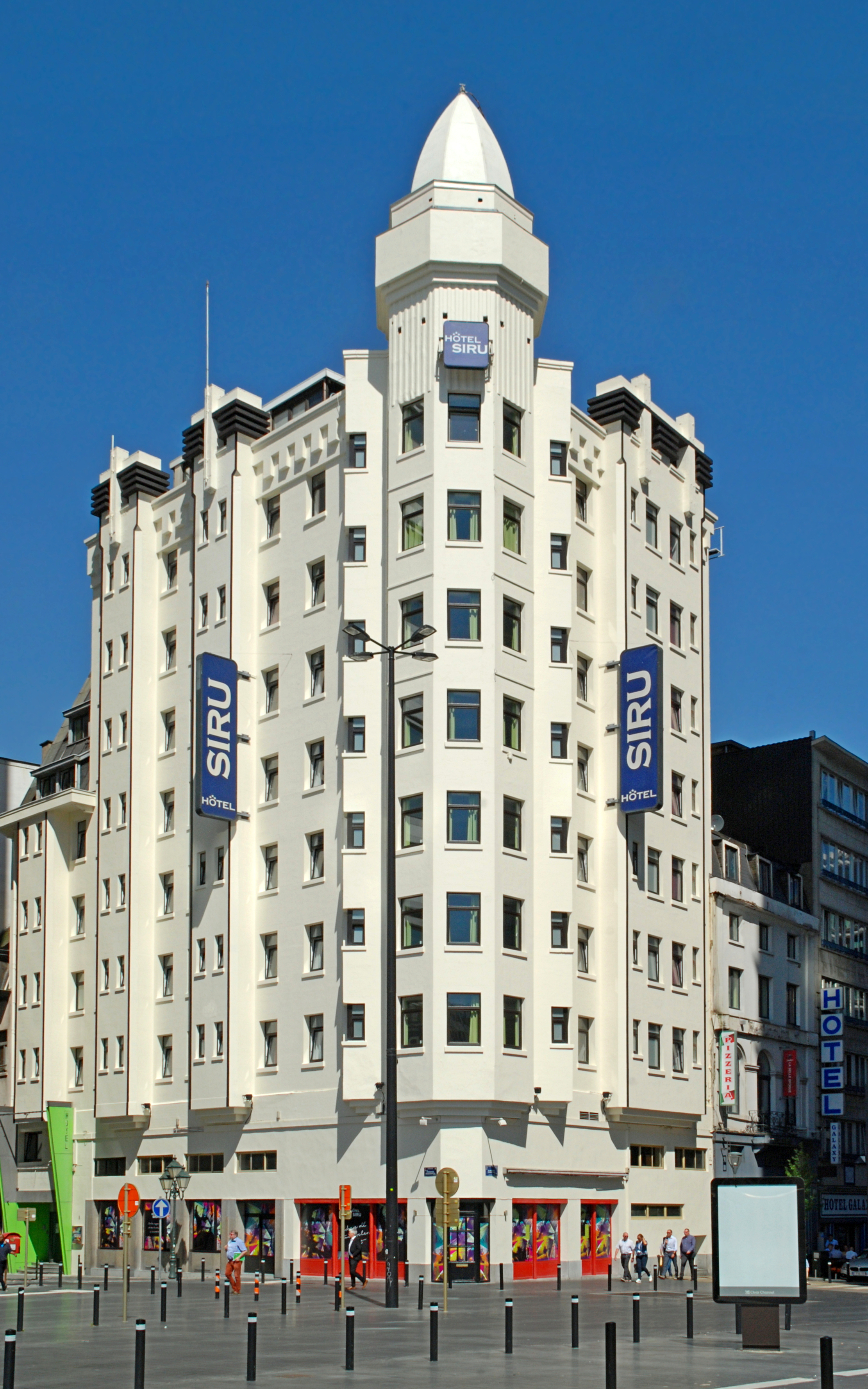
Hôtel Siru (Art déco - 1932).
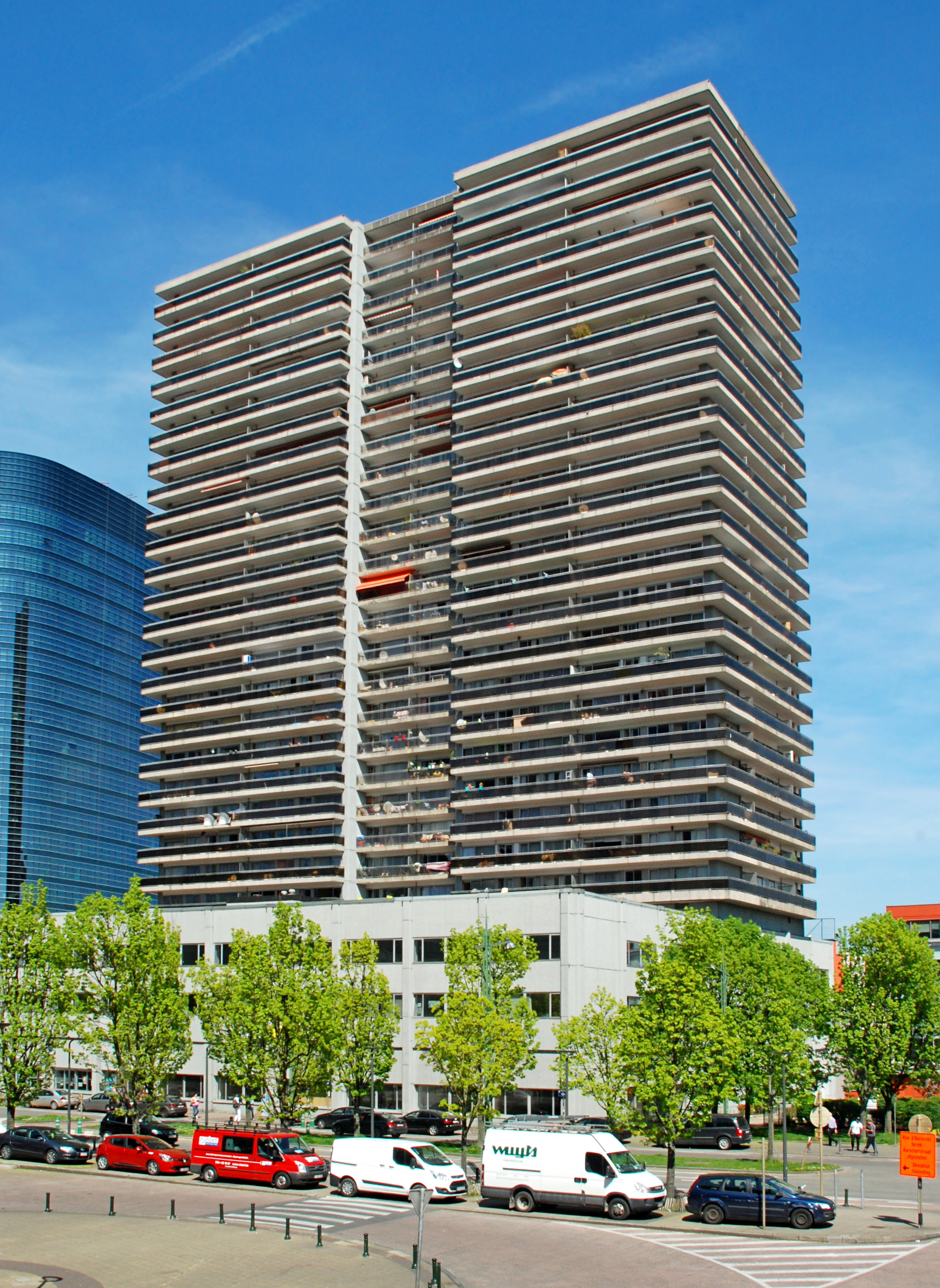
Résidence Nord (fonctionnalisme - 1976).
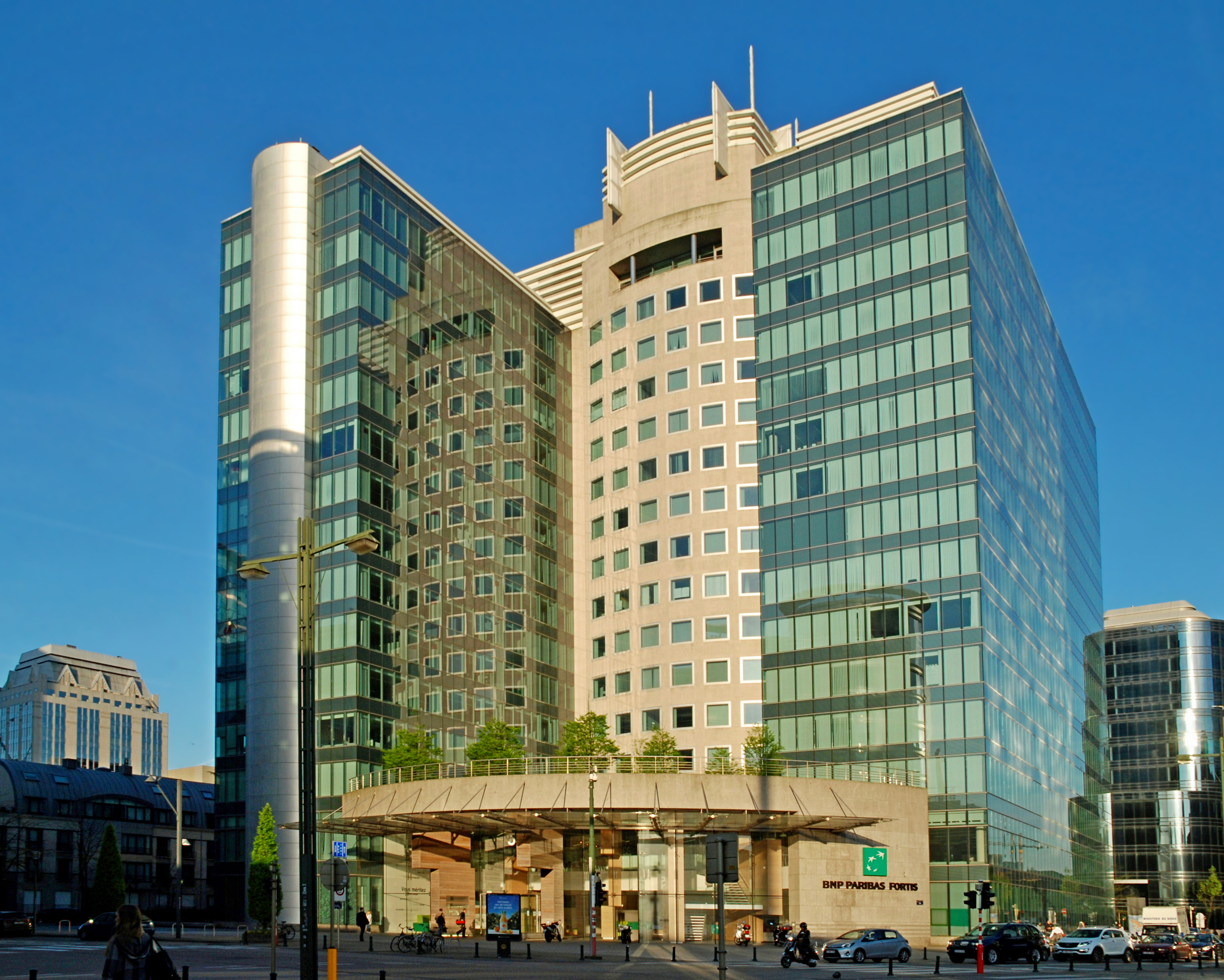
Immeuble Boréal (postmodernisme - 2001).
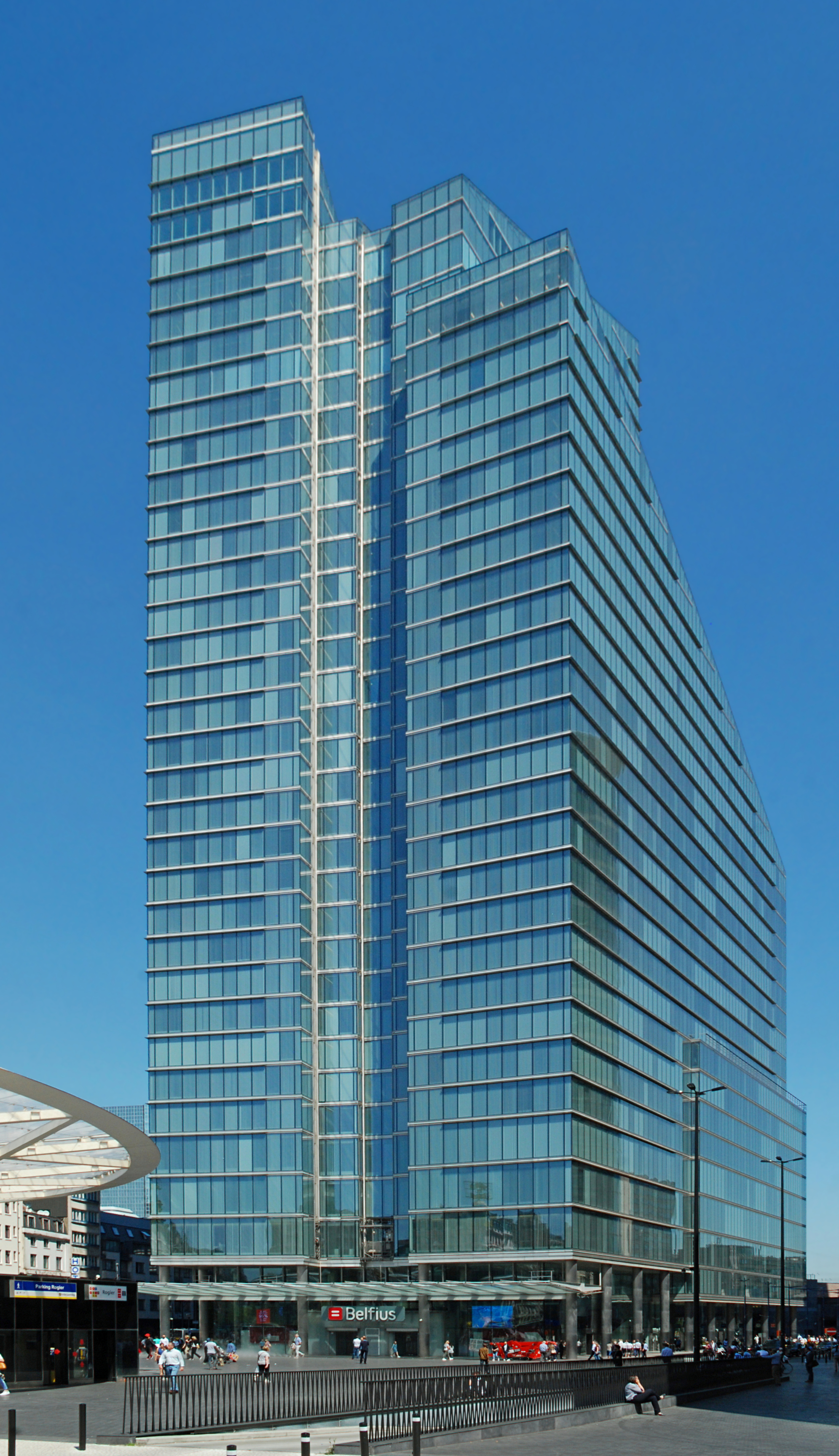
Tour Rogier (postmodernisme - 2006).
Tour de l'horloge de la Gare de Bruxelles-Nord.